# AIPA
AIPA株式会社（アイパ）は、愛媛県四国中央市川之江町に本社を置く企業。

## 概要
1969年に古紙100％を利用した「再生パルプ」を製造するために中小の製紙メーカー13社で協同組合として設立。古紙再生パルプの製造を共同で行う設備を1974年に稼働し、関西など大都市圏から調達した新聞や牛乳パック、オフィス古紙などを分類してインクや不純物を除去し、再生パルプを製造している。製造した再生パルプはAIPAグループの製紙工場に原料として供給している。
1984年、AIPAのメンバーである泉製紙の宇高昭造が環境に優しい紙づくりのために開発した古紙再生・製造プロセス「HDK法」を最初に導入。2001年からは「ゴミが資源に大変身」をうたい、オフィスから回収した古紙を「古紙100％のトイレットペーパー」として再生させる「再生循環型リサイクルシステム」を開始した。
2021年6月に愛媛パルプ協同組合から組織変更をして株式会社化し、社名を「AIPA株式会社」に変更した。

## 事業所
- 本社・本社工場 - 愛媛県四国中央市川之江町415-1
- 大阪事業所 AIPAリサイクルセンター - 大阪府大阪市住之江区平林南1-3-82

## 沿革
- 1969年 - 「愛媛パルプ協同組合」設立。
- 1972年 - 古紙100%再生パルプ製造設備（BPライン）完成。120t/日規模で操業。
- 1974年 - 製紙スラッジ(PS)焼却処理設備完成共同焼却事業へ進出。100t/日規模で操業開始。
- 1975年 - 排水二次処理設備完成。
- 1980年 - 紙料浸漬・ストックタワー（貯蔵能力200t）設備完成。
- 1984年 - 超深槽曝気（ディープシャフト）システム完成。
- 1985年 - 古紙100%再生パルプ製造設備(SPライン)（60t/日）完成。
- 1987年 - 4組三交代制を導入し連続操業体制に入る。
- 1988年 - BPラインをAPライン（240t/日）へ改造。
- 1991年 - 漂白処理を全面廃止し『無漂白』とする。
- 1996年 - ミルクカートン(牛乳パック)古紙100%再生パルプ製造設備[MCPライン]（45t/日）完成。天然パルプ代替の最高級再生パルプMCPを開発。
- 2000年 - AP（240t/日）をリニューアル。
- 2001年
  - オフィスミックス古紙回収・再生循環型リサイクルシステムの構築に取り組む。
  - リニューアルしたAPラインを設備増強。機密書類（ダインボールケース等に密封したまま）の溶解・再生を可能にした。
- 2005年 - エコアクション21　認証取得　（認証番号：0000295）。
- 2012年 - 大阪事業所（AIPAリサイクルセンター）開設。
- 2013年 - プライバシーマーク認証取得（認証番号：27000083）。
- 2016年 - APラインへ「特殊スクリーン設備」を導入し、新たに難処理系古紙（ハクリ紙等）の活用を可能にした。
- 2018年 - FSC®CoC認証取得　（FSCリサイクル）ライセンス番号：FSC®-C144103。
- 2021年 - 「AIPA株式会社」に組織変更。

## AIPAグループ
- アイネット株式会社（共同配送・倉庫業など）
- 泉製紙株式会社（製紙業）
- イトマン株式会社（製紙業）
- 大髙製紙株式会社（製紙業）
- 服部製紙株式会社（製紙業）
- 福田製紙株式会社（製紙業）
- 丸石製紙株式会社（製紙業）
- 八幡浜紙業株式会社（製紙業）